# Carpanthea
Carpanthea es un género con tres especies de plantas suculentas perteneciente a la familia Aizoaceae.

## Taxonomía
Carpanthea fue descrito por el taxónomo y botánico inglés; Nicholas Edward Brown y publicado en Gard. Chron. ser. 3. 78: 412 (1925), in clave ; N.E.Br. in Phillips, Gen. S.Afr. Fl. Pl. : 245 (1926) [descr. ampl.]. La especie tipo es: Carpanthea pomeridiana (L.) N.E.Br. [in Phillips, Gen. S. African Fl. Pl. 246 (1926)] (Mesembryanthemum pomeridianum L.)

## Especies aceptadas
- Carpanthea calendulacea
- Carpanthea pilosa
- Carpanthea pomeridiana